# Chriodes hemierythros
Chriodes hemierythros là một loài tò vò trong họ Ichneumonidae.